# Cofradía de Fiscales San Juan Bautista de Calbuco

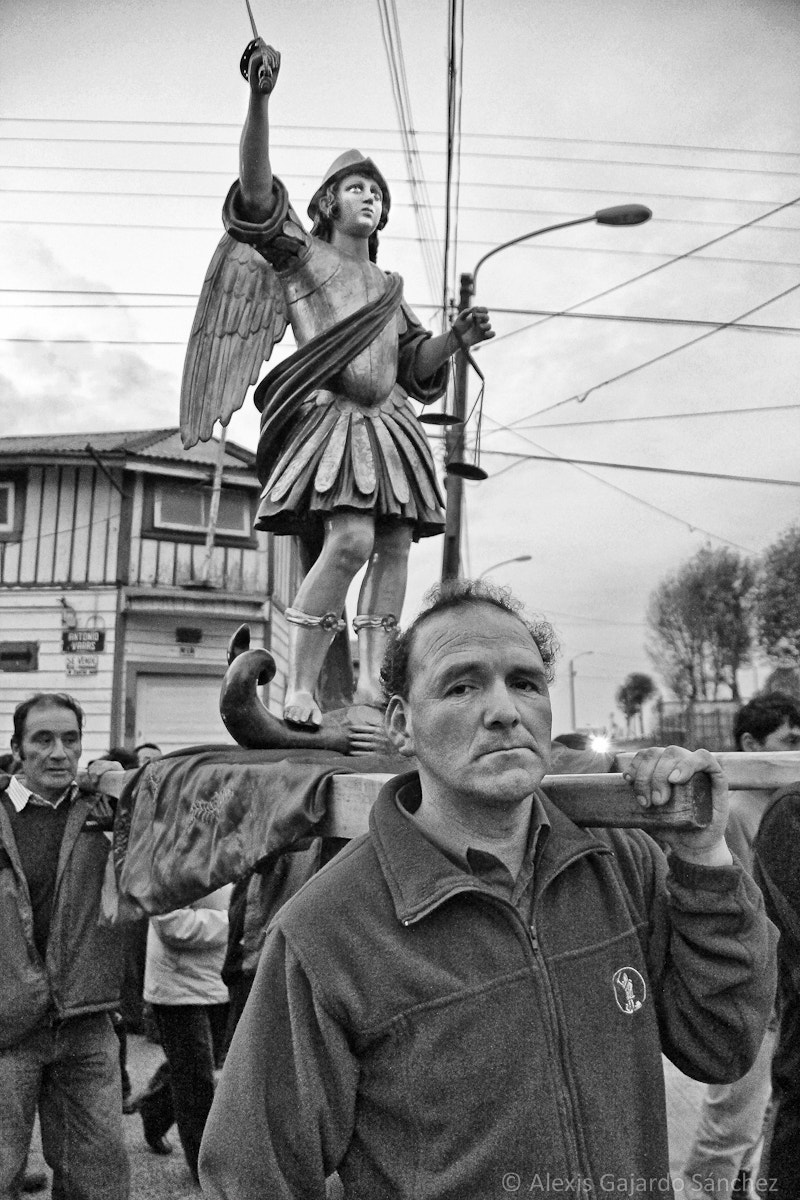
La figura de San Miguel Arcángel de Calbuco es un elemento central de las fiestas religiosas de los Fiscales de Calbuco.

La Cofradía de Fiscales San Juan Bautista de Calbuco es una asociación creada en 1982, como forma de agrupar a los fiscales de la capillas católicas de la comuna de Calbuco, región de los Lagos de Chile. Junto a los fiscales de las vecinas comunas de Maullín y Puerto Montt, forman parte de la rama norcontinental de la tradición de los Fiscales de la provincia histórica de Chiloé.

## Historia
La institución de los fiscales de la provincia histórica de Chiloé data de las primeras décadas del siglo XVII, luego de que los jesuitas Melchor Venegas y Juan Bautista Ferrufino dieran inicio a la misión circular, establecida con regularidad a partir del año 1617. Esta misión, inspirada en sus orígenes en las misiones volantes del continente europeo, buscaba evangelizar a la población local a partir de la conversión y el reconocimiento de líderes indígenas locales, de forma que estos pudieran mantener cierta continuidad en las prácticas religiosas durante los tiempos de ausencia de los jesuitas. De acuerdo a algunos autores, estos líderes, en su primer momento, habrían surgido como una continuidad desde al figura huilliche de los amomaricamañes, personas a las que se les atribuía cierto grado de conexión entre la tierra y la divinidad.
A partir de 1741 se crea, por otro lado, la figura de fiscales de españoles, a cargo de prestar servicios religiosos a la población hispano-descendiente, que hasta entonces carecía mayormente de párrocos permanentes, pero que a la vez negaba la autoridad religiosa de fiscales indígenas.
En el territorio de Calbuco existen registros documentales de acciones desarrolladas por fiscales al menos desde 1724.

«En la Santa Iglesia Parroquial del Fuerte de Calbuco en seis días del mes de agosto de mil setecientos veintiseis años.

Bauticé Sub-condi-tione, puse Óleos y Crisma a Alonso de edad de ocho meses bautizado por un fiscal en caso de necesidad, hijo legítimo de Juan Asencio Gutiérrez y de Norberta Almonacid. Padrinos Domingo Rollizo y Antonia Almonacid. Y de ello doy fe. 

Thomás Nieto de la Torre Párroco.»
(Libro Primero de Bautismos del Fuerte de Calbuco, 1724, citado en Barruel, 1997, p. 81).

A partir de la incorporación de la provincia histórica de Chiloé a Chile en 1826, se inicia un proceso de chilenización de las tradiciones de origen hispánico. En este contexto, en 1851 se lleva a cabo un Primer Sínodo donde se encuentran las primeras disposiciones histórico-reglamentarias de la figura de los fiscales, Por otro lado, a partir de la década de 1930 se da inicio a un renovado proceso de formalización de las acciones de los fiscales, lo que incluye la publicación del "Manual del diocesano y del fiscal" en 1938 por parte del Obispado de Ancud así como una incorporación de la bandera chilena a las procesiones religiosas, por influjo del movimiento de Acción Católica de la época.
La articulación de los fiscales en torno a la figura de una "Cofradía" se produce, finalmente, en 1982.
El año 2013 la Cofradía de Fiscales San Juan Bautista de Calbuco recibió el reconocimiento del Programa Tesoros Humanos Vivos del Servicio del Patrimonio Cultural de Chile.

## Organización

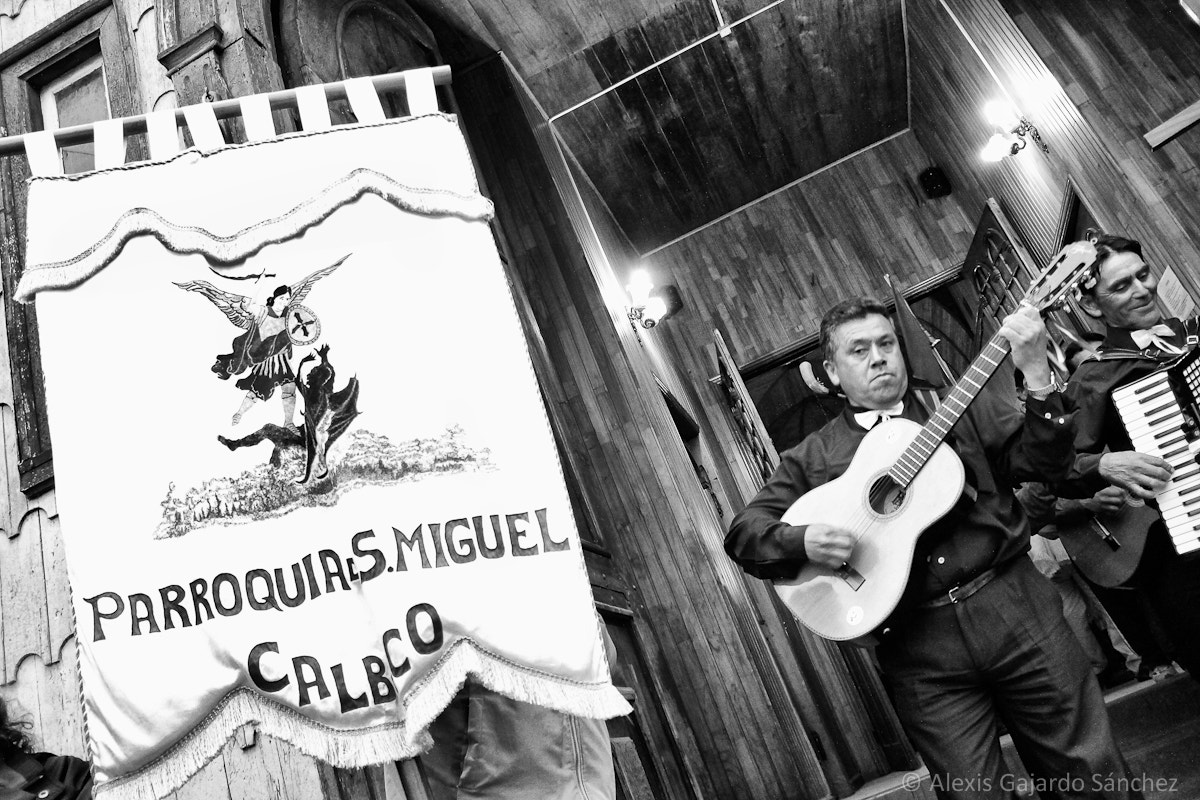
Estandarte de Parroquia San Miguel de Calbuco

Para 1785, en el curato de Calbuco se reconocía la existencia de 14 capillas: Calbuco, Guenu, San Joaquín, Chidhuapi, Chope, Machil, Puluqui, San Rafael, Caycaen, Abtao, Meimén, Guar y Tabón.
Al año 2013, al momento de su reconocimiento como Tesoros Humanos Vivos, la cofradía contaba con 34 capillas con fiscales. Cada una de estos fiscales cuenta con una banda distintiva, así como una espada de madera como símbolo de su autoridad.
En la actualidad cuentan con un rol relevante en el liderazgo de sus parroquias, así como también en el desarrollo de tradiciones como la Fiesta de las Luminarias y la Fiesta de los Indios Caciques.